# Benedetto Coda

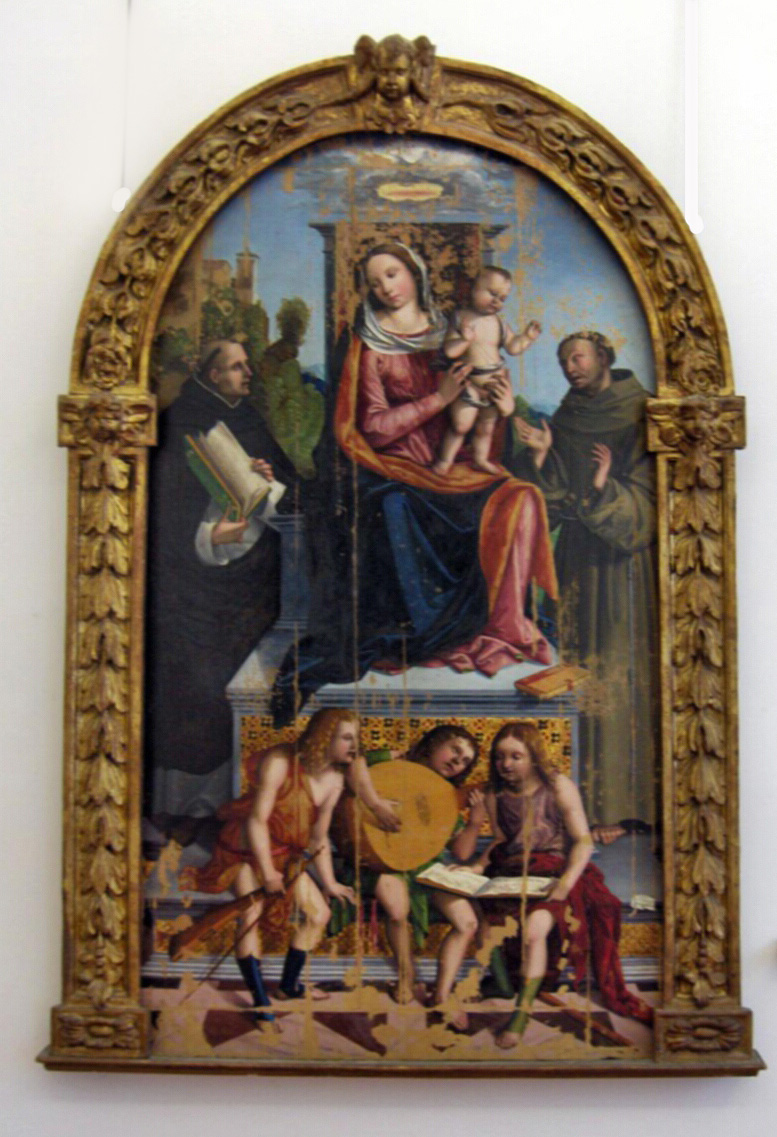
Madonna e bambino con Santi, Rimini, Museo della Città.

Benedetto Coda (Treviso, 1492 circa – 1535) è stato un pittore italiano.

## Biografia
Secondo Vasari Benedetto fu allievo di Giovanni Bellini. Soggiornò per un breve periodo a Ferrara e si stabilì a Rimini nell'ultimo decennio del XV secolo. Il suo lavoro tuttavia ha poco in comune con la scuola veneziana, ma presenta maggiori affinità con quello di Francesco Francia.
Oltre a Rimini lavorò in diversi altri centri dell'Emilia-Romagna e delle Marche, dove fu a capo di una bottega (Faenza, Ravenna, Cesena, Pennabilli, Pesaro e Urbino), in molti casi assistito dai figli (Bartolomeo, Francesco e Raffaele). Fu eletto membro del Consiglio cittadino. Alla sua morte, nel 1535, la gestione della bottega passò al figlio Bartolomeo.

## Collegamenti esterni

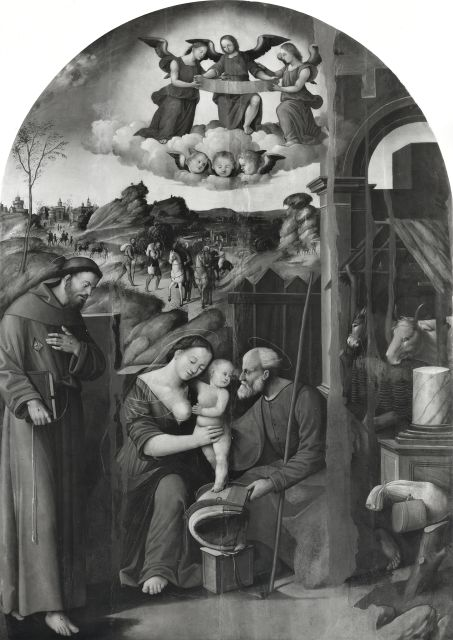
Natività con San Francesco su sfondo di paesaggio